# アープ (水神)
アープ (Āp) とは、ゾロアスター教において崇拝される水神。中級神ヤザタに分類される。
アープはアヴェスター語形で、パフラヴィー語形ではアーブ (Āb) という。複数形アーバーン (Ābān) でも知られる。いずれも「水」を意味し、最も直接的に水を神格化した存在である。